# Dorlixizumab
Il Dorlixizumab è un anticorpo monoclonale di tipo chimerico umanizzato, che viene utilizzato come farmaco immunosoppressivo.